# ベーブ・ハーマン
ベーブ・ハーマン（Floyd Caves "Babe" Herman、1903年6月26日 - 1987年11月27日）は、主に1930年代に活躍したアメリカ合衆国のプロ野球選手。ポジションは右翼手。ニューヨーク州・バッファロー生まれ。左投げ左打ち。主に1920年から1930年代にブルックリン・ドジャーズ（現ロサンゼルス・ドジャーズ）で活躍した。
通算打率.324、3度のサイクル安打を記録した強打者だったが、守備や走塁でとんでもないボーンヘッドもし、そのことでもブルックリンのファンから親しまれた選手である。

## 来歴・人物

### 球歴
ハーマンは1922年、18歳の時には既にデトロイト・タイガース配下のマイナーリーグに所属し、春のキャンプではタイ・カッブの代打を務めたこともあった。しかしその後トレードに出され、1926年にブルックリン・ドジャーズからメジャーリーグに登場するまで、5年間で6つのマイナーリーグの球団を渡り歩いた。ハーマンは1925年にブルックリンと契約したが、当時のスカウトは「守っている時の彼はある意味滑稽だったが、ある試合で6安打を打ったのを見て、契約することを決めた」と証言している。
ハーマンは1926年にブルックリンのルーキーとしてデビューし、最初は一塁を守っていた。1年目から打率.319、81打点と打つ方で活躍したが、2年目には21個ものエラーを記録し、外野手にコンバートされることになる。3年目には再びリーグで5位となる打率.340と91打点の成績を残したが、やはり守備でのエラーの数もリーグ最多だった。
次の1929年と1930年にハーマンは打ちまくり、1929年の成績は打率.381と217安打、105得点、113打点にもなり、同年のMVP候補となる。また1930年には241安打と130打点をあげ、打率も4割に迫る.393という成績を残したが、両年とも打率はリーグ2位だった。1929年はレフティ・オドールが打率.398を記録し、また1930年はビル・テリーが打率4割超えを達成（.401）した年だった。
その後1932年の開幕直前に、ハーマンはシンシナティ・レッズにトレードされ、翌年から2年間はシカゴ・カブスに在籍した。カブス在籍時の1933年6月20日には1試合3本塁打という記録を作り、また同じ年の9月30日には、自身3度目となるサイクル安打を記録するなど、その打棒は相変わらずだったが、守りでのエラーの多さからか、その後もハーマンは毎年のようにチームを変わり、1937年にはマイナーに降格してしまう。降格後ハーマンはしばらくパシフィック・コーストリーグなどでプレーをしていたが、第二次世界大戦が佳境となった1945年に、42歳でブルックリンに戻ってくることになる。ブルックリンに復帰した最初の打席で、ハーマンは観衆から大きな拍手で迎えられた。声援に応えたハーマンはこの打席ヒットを放ったが、ベースを廻ろうとして一塁ベースにつまづいてしまった。
同年ハーマンは37試合に出場し、.265の打率を残して選手を引退した。1951年にピッツバーグ・パイレーツのコーチを1年間つとめ、1987年にカリフォルニア州で亡くなった。

### "エベッツ・フィールドの首なし騎手"
打撃面で様々な活躍をしたハーマンだったが、守備や走塁面では考えられないようなボーンヘッドがいくつもあり、チームメイトだったダジー・ヴァンスが、「エベッツ・フィールドの首なし騎手」（"the Headless Horseman of Ebbets Field"）とあだ名をつけるほどだった。
1926年8月15日のエベッツ・フィールドでのブレーブスとの試合でのこと、ブルックリンは満塁のチャンスをつかみ、ルーキーだったハーマンはライトに強烈なライナーを放った。しかし、当たりが良すぎて打球がフェンスに跳ね返った後、すぐに内野に帰ってきたために、三塁走者は生還したものの、足の速くなかった二塁のダジー・ヴァンスは本塁へ進むことを一旦躊躇してしまう。ヴァンスは三塁－本塁間に挟まれ三塁に戻ったが、そこには既に一塁にいたチック・フィースターが進塁してきていた。
ところが、そこへ二塁を回った打者のハーマンがすべりこんで来た。ブレーブスの三塁手エディ・テイラーは、三塁ベース上に立っていた三人の走者に次々にタッチし、結局前の走者を追い越す形になったハーマンと、一塁から進んできたフィースターがアウトになった。ハーマンは打った瞬間に「三塁打になる」と思いこみ、前の塁の状況をよく見ていなかったための珍事だった。この試合の後ドジャーズのファンの間では、『ドジャーズが走者を三人出してるぞ！』『おっ、どの塁だ？』というジョークが語られた。
ハーマンの走塁でのボーンヘッドはこれにとどまらず、1930年シーズンには、『1シーズンの間に、2度打者から追い越された』という珍記録を残している。同年5月30日のゲームで、一塁にいたハーマンは、次の打者デル・ビソネットのホームランの打球の行方をじっと見つめたまま、打者ビソネットから追い越されてしまった。同年9月14日にはやはり同じ場面で、ホームランを打った打者グレン・ライトに追い越されている。
1931年9月20日のゲームでは、当時セントルイス・カージナルス監督だったギャビー・ストリートが、選手の怪我のため代役で捕手を勤めていた。当時48歳で、1912年を最後に20年近くゲームに出ていなかったストリートを相手に、ハーマンは盗塁を試みて失敗してしまっている。

## 通算成績

### 打撃成績
※数字の後の"*"は、記録不明箇所があることを示す。
| 年 度    | 球 団    | 試 合 | 打 席 | 打 数 | 得 点 | 安 打 | 二 塁 打 | 三 塁 打 | 本 塁 打 | 塁 打 | 打 点 | 盗 塁 | 盗 塁 死 | 犠 打 | 犠 飛 | 四 球 | 敬 遠 | 死 球 | 三 振 | 併 殺 打 | 打 率 | 出 塁 率 | 長 打 率 | O P S |
| -------- | -------- | ----- | ----- | ----- | ----- | ----- | -------- | -------- | -------- | ----- | ----- | ----- | -------- | ----- | ----- | ----- | ----- | ----- | ----- | -------- | ----- | -------- | -------- | ----- |
| 1926     | BRO      | 137   | 554   | 496   | 64    | 158   | 35       | 11       | 11       | 248   | 81    | 8     |          | 13    |       | 44    |       | 1     | 53    |          | .319  | .375     | .500     | .875  |
| 1927     | BRO      | 130   | 466   | 412   | 65    | 112   | 26       | 9        | 14       | 198   | 73    | 4     |          | 14    |       | 39    |       | 1     | 41    |          | .272  | .336     | .481     | .817  |
| 1928     | BRO      | 134   | 543   | 486   | 64    | 165   | 37       | 6        | 12       | 250   | 91    | 1     | 6        | 16    |       | 38    | 5     | 2     | 36    |          | .340  | .390     | .514     | .904  |
| 1929     | BRO      | 146   | 637   | 569   | 105   | 217   | 42       | 13       | 21       | 348   | 113   | 21    | 15       | 13    |       | 55    | 5     | 0     | 45    |          | .381  | .436     | .612     | 1.047 |
| 1930     | BRO      | 153   | 699   | 614   | 143   | 241   | 48       | 11       | 35       | 416   | 130   | 18    | 13       | 15    |       | 66    | 4     | 4     | 56    |          | .393  | .455     | .678     | 1.132 |
| 1931     | BRO      | 151   | 661   | 610   | 93    | 191   | 43       | 16       | 18       | 320   | 97    | 17    | 11       | 1     |       | 50    | 2     | 0     | 65    |          | .313  | .365     | .525     | .890  |
| 1932     | CIN      | 148   | 642   | 577   | 87    | 188   | 38       | 19       | 16       | 312   | 87    | 7     | 5        | 5     |       | 60    | 7     | 0     | 45    |          | .326  | .389     | .541     | .930  |
| 1933     | CHC      | 137   | 565   | 508   | 77    | 147   | 36       | 12       | 16       | 255   | 93    | 6     | 8        | 7     |       | 50    | 4     | 0     | 57    | 15       | .289  | .353     | .502     | .855  |
| 1934     | CHC      | 125   | 508   | 467   | 65    | 142   | 34       | 5        | 14       | 228   | 84    | 1     | 11       | 5     |       | 35    | 4     | 0     | 71    | 9        | .304  | .353     | .488     | .841  |
| 1935     | PIT      | 26    | 85    | 81    | 8     | 19    | 8        | 1        | 0        | 29    | 7     | 0     | 1        | 0     |       | 3     | 0     | 1     | 10    | 4        | .235  | .271     | .358     | .629  |
| 1935     | CIN      | 92    | 386   | 349   | 44    | 117   | 23       | 5        | 10       | 180   | 58    | 5     | 6        | 2     |       | 35    | 5     | 0     | 25    | 3        | .335  | .396     | .516     | .912  |
| '35計    | CIN      | 118   | 471   | 430   | 52    | 136   | 31       | 6        | 10       | 209   | 65    | 5     | 7        | 2     |       | 38    | 5     | 1     | 35    | 7        | .316  | .373     | .486     | .859  |
| 1936     | CIN      | 119   | 422   | 380   | 59    | 106   | 25       | 2        | 13       | 174   | 71    | 4     | 4        | 1     |       | 39    | 6     | 1     | 36    | 11       | .279  | .348     | .458     | .806  |
| 1937     | DET      | 17    | 23    | 20    | 2     | 6     | 3        | 0        | 0        | 9     | 3     | 2     | 0        | 0     |       | 1     | 1     | 1     | 6     |          | .300  | .364     | .450     | .814  |
| 1945     | BRO      | 37    | 39    | 34    | 6     | 9     | 1        | 0        | 1        | 13    | 9     | 0     | 0        | 0     |       | 5     | 1     | 0     | 7     | 1        | .265  | .359     | .382     | .741  |
| MLB:13年 | MLB:13年 | 1552  | 6230  | 5603  | 882   | 1818  | 399      | 110      | 181      | 2980  | 997   | 94    | 80*      | 92    |       | 520   | 44*   | 11    | 553   | 43*      | .324  | .383     | .532     | .915  |

### 獲得タイトル・記録
- シーズン最多三塁打：1932年
- シーズン安打数：241（1930年、現ドジャーズ球団記録）
- シーズン打率：.393（1930年、現ドジャーズ球団記録）
- サイクル安打：3回（1931年5月18日、1931年7月24日、1933年9月30日）
- ドジャーズでの通算打率は.339で、ウィリー・キーラーに次ぎチーム歴代2位である。